# 和田一仁
和田 一仁（わだ かずひと、1924年7月30日 - 2010年12月8日）は、衆議院議員（5期）。元民社党副書記長。

## 略歴
東京都生まれ。明治大学卒業。商工省に入り、その後西尾末広の秘書を経て、1969年の第32回衆議院議員総選挙と1972年の第33回衆議院議員総選挙に埼玉1区から民社党で立候補するが、落選。1979年の第35回衆議院議員総選挙で選挙区を埼玉5区に移し、初当選。以後連続5回当選。1981年、民社党統制委員。1993年の第40回衆議院議員総選挙で落選し、政界引退。1994年、勲二等瑞宝章受章。2010年、多臓器不全のため死去。

## 元秘書
- 熊谷裕人（参議院議員、元さいたま市議会議員）
- 福田秀雄（元埼玉県議会議員）